# Incendie de l'école de Maradi
L'incendie de l'école de Maradi est survenu le 8 novembre 2021 lorsqu'une salle de classe d'une école primaire a pris feu dans la ville de Maradi, dans le sud du Niger. 26 enfants sont morts et plus de quatorze autres ont été blessés.
Selon le gouverneur de Maradi Chaibou Aboubacar, l'incendie dans trois salles de classe d'une école privée a tué des enfants d'âge préscolaire âgés de 5 à 6 ans. 14 élèves ont également été blessés dans l'incident, dont cinq dans un état critique. Aboubacar a décrété 3 jours de deuil dans le pays. La cause de l'incendie n'a pas encore été déterminée. Cependant, l'incendie s'est rapidement propagé au bâtiment de l'école. Le Niger est l'un des pays les plus pauvres du monde, les bâtiments scolaires sont généralement faits de mauvaises herbes et de paille.